# Fujiya & Miyagi
Fujiya & Miyagi sind eine britische Band, die im Jahre 2000 in Brighton gegründet wurde. Die Mitglieder sind Steve Lewis, David Best (Gesang) und Matt Hainsby und Lee Adams (Schlagzeug).
Sie machen Musik, die oft u. a. mit den Bands Neu! oder Kraftwerk  verglichen wird.
Der Bandname ist angelehnt an den Film „Karate Kid“ (Miyagi) und „Fujiya“ so hieß ihr Aufnahmegerät.
David Best und Steve Lewis gründeten 2000 Fujiya & Miyagi, zu dieser Zeit waren sie noch ein Duo. Die beiden beschreiben ihre ansteckenden Popsongs als eine eigenartige Mischung aus James Brown auf Valium und Wire umgesattelt auf Popmusik.
Während sie 2003 immer noch ein Duo sind veröffentlichten Fujiya & Miyagi unter dem Tirk Records Label ihr Debüt-Album „Electro Karaoke in the Negative“. Um die Band auf Tour zu unterstützen, stieß wenig später Matt Hainsby dazu.
2006 veröffentlichte die Band mit „Transparent Things“ ihr zweites Album, das im Jahr darauf auf Herbert Grönemeyers Grönland Label noch mal erschien. Ihren Durchbruch haben sie aber erst nach dem Release von „Light Bulbs“ im Jahr 2008.

## Diskografie
Alben
- Electro Karaoke in the Negative Style, 2003
- Transparent Things, 2006
- Lightbulbs, 2008
- Ventriloquizzing, 2011
- Artificial Sweeteners, 2014
- Fujiya & Miyagi, 2017
- Flashback, 2019
- Slight Variations, 2022